# لیناهال
لیناهال (بالإستونية: Tallinna Linnahall) (في الأصل قصر VI Lenin للثقافة والرياضة ) هو مكان متعدد الأغراض في تالين، إستونيا. يقع علي المرفأ خلف أسوار المدينة القديمة مباشرةً، وتم الانتهاء منه في عام 1980. لا ينبغي الخلط بينه وبين المبنى الإداري الأساسي للحكومة البلدية التاريخية (رعد) في تالين، وغالبًا ما يشار إليهما باسم مجلس المدينة. يضم المكان أيضًا مهبطًا للطائرات العمودية وميناءًا بحريًا صغيرًا (كان يستخدم سابقًا من قبل كوبترلاين وخط ليندا للاتصالات بهلسنكي ).